# Apogonia ishiharai
Apogonia ishiharai är en skalbaggsart som beskrevs av K. Sawada 1940. Apogonia ishiharai ingår i släktet Apogonia och familjen Melolonthidae. Inga underarter finns listade i Catalogue of Life.